# Red Badgro
Morris Hiram Badgro (Orillia, Washington, 1 de diciembre de 1902 – Kent, Washington, 13 de julio de 1998), más conocido como Red Badgro, fue un jugador profesional estadounidense de fútbol americano que se desempeñó en la posición de end en la National Football League (NFL). Es miembro del Salón de la Fama del Fútbol Americano Profesional.

## Carrera
Badgro jugó como profesional dos temporadas en New York Yankees (1927-1928), después se unió a New York Giants (1930-1935), posteriormente a Brooklyn Dodgers, donde jugó una temporada (1936), y fue el equipo en el que se retiró.

## Reconocimiento
El 1 de agosto de 1981, ingresó como miembro al Salón de la Fama del Fútbol Americano Profesional.